# Dorfkirche Piethen

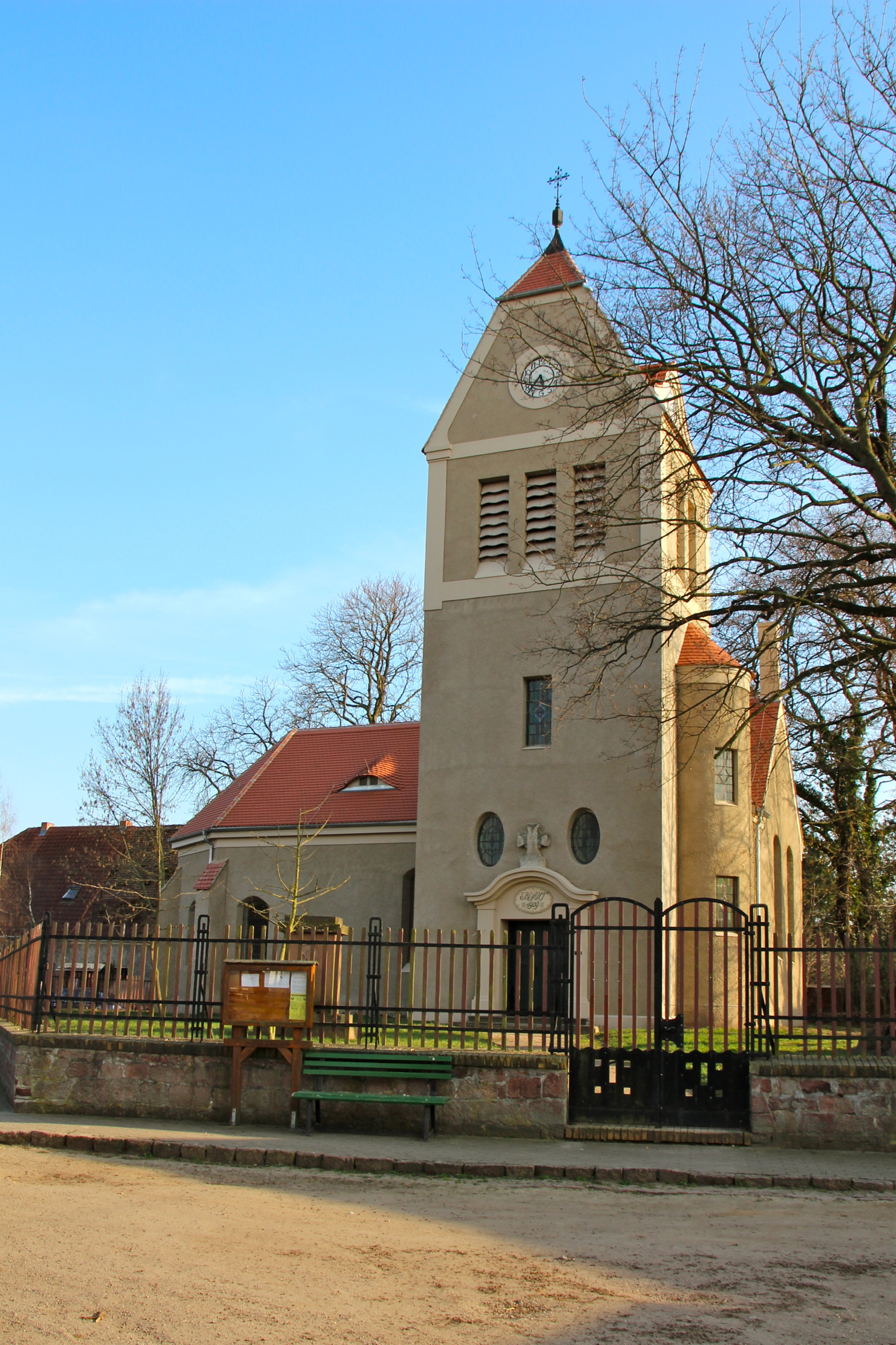
Ansicht von Norden

Die Dorfkirche Piethen in der Stadt Südliches Anhalt im Landkreis Anhalt-Bitterfeld in Sachsen-Anhalt steht unter Denkmalschutz und ist im Denkmalverzeichnis mit der Erfassungsnummer 094 09394 als Baudenkmal eingetragen.

## Lage
In der Dorfmitte von Piethen steht die Kirche südlich des Löschwasserteiches auf einer kleinen Erhöhung. Nördlich vor dem Gotteshaus befinden sich ein Kriegerdenkmal für den Ersten Weltkrieg und ein Völkerschlachtdenkmal.

## Geschichte und Architektur
Da der Ort bereits im Jahr 973 von Kaiser Otto an den Markgraf von Meißen Thietmar I. ging, ist von einer frühen Christianisierung auszugehen, zumal Piethen 50 Jahre später zu den Besitzungen des Klosters Nienburg gehörte. Wann genau das erste Gotteshaus errichtet wurde, ist nicht zu ermitteln. Erwähnt wird eine Kirche erst im späten 14. Jahrhundert. Im Mittelalter gehörte Piethen zum Erzbistum Magdeburg. Seit der Reformation verschoben sich die Verhältnisse mehrfach und heute ist das Gotteshaus im Regionalpfarramt Wörbzig im Kirchenkreis Köthen der Evangelischen Landeskirche Anhalts eingeordnet.
In ihrer heutigen Gestalt ist die Kirche wesentlich von einem Umbau im Jahr 1909 geprägt, den Friedrich Gothe entwarf und der – ähnlich wie die Neubauten in Gnetsch und Köthen – dem Jugendstil zuzuordnen ist. Im November 2010 war sie Kirche des Monats der Stiftung zur Bewahrung kirchlicher Baudenkmäler in Deutschland, da sie in ihrem Bestand gefährdet war. Neue Nutzungsideen wie Reiterhochzeiten sollen die Kirche erhalten helfen. Im Kern stammt das Bauwerk wohl aus dem 13. Jahrhundert, der nordwestlich neben dem Schiff stehende Turm und die Sakristei hingegen entstanden beim Umbau im Jahr 1909. Unterschiedliche Elemente wie Korbbogenfenster, Schallluken, Ochsenaugen, Fledermausgauben, das Ädikulaportal, ein halbrunder Treppenturm oder auch das Krüppelwalmdach auf dem Turm geben der Kirche ein vielgestaltiges Äußeres.

## Inneres und Ausstattung
Im Inneren der Kirche hat sich eine weitgehend unverändert gebliebene Ausstattung des Jugendstils erhalten. Überspannt wird der Raum von einer hölzernen Flachdecke, wohingegen der Chor gewölbt ist. Im Westen befindet sich eine L-förmige Sänger- und Orgelempore.